# بسام شاكر
بسام شاكر (مواليد عام 2000م)، هو لاعب كرة قدم عراقي.

## بداياته
ولد بسام شاكر في محافظة بغداد في عام 2000م. بداية تألق شاكر كانت مع شباب نادي النفط،  ونجح بانتزاع لقب الدوري المحلي، بقيادة المدرب الراحل ناصر حسين، وبعد ترحيله للفريق الأول، تمت إعارته لموسم واحد لنادي الكرخ. 6

## عائلته الرياضية
بسام شاكر ينتمي لعائلة  رياضية متخصصة في لعبة المصارعة، عمه المصارع الدولي عبود فليفل، ووالده أيضاً مصارع سابق، ومدرب وحكم معتمد، وكذلك أحد أشقائه يُزاول لعبة المصارعة الرومانية، ويمثل المنتخب الوطني في المشاركات الدولية

## المسيرة الدولية
على المستوى الدولي  شارك بسام شاكر  في أول مباراة دولية في 24/5/2021 مع  منتخب العراق الوطني في مباراة ودية ضد منتخب طاجيكستان